# Wolfgang Fiedler (Architekt)
Wolfgang Fiedler (* 15. September 1930 in Dresden) ist ein deutscher Architekt. 

## Leben
Fiedler studierte von 1951 bis 1959 an der Technischen Hochschule Stuttgart und legte 1959 die Diplom-Hauptprüfung ab. Von 1960 bis 1967 war er als freier Mitarbeiter bei Rolf Gutbrod in Stuttgart tätig. Seit 1965 arbeitete er in Büropartnerschaft mit Manfred Aichele. Von 1972 bis 1993 hatte er eine Professur an der Fachhochschule Stuttgart für das Lehrgebiet Raumgestaltung und Entwerfen inne. Zu seinen bekanntesten Bauten zählt der Käthchenhof in Heilbronn.